# Estación Wánchaq
La estación Wánchaq es una estación de trenes ubicada en la ciudad de Cusco, Perú. Funciona como la cabecera del tramo Sur del Ferrocarril del Sur desde donde parten los servicios con rumbo a las ciudades de Juliaca, Puno y Arequipa.
La estación se encuentra al final de la Avenida El Sol en la parte de Pumacchupan en el límite este de lo que era el antiguo casco urbano de la ciudad inca. Su nombre se debe al distrito en que se encuentra ubicado.

## Historia
Al inicio de la época republicana, la ciudad del Cusco se mantenía como una de las urbes más importantes del sur del país pero experimentó un proceso de decaimento debido, entre otras razones, al aislamiento en que se encontraba con relación al litoral y a la ciudad de Lima. A fines del siglo XIX, cuando se inició la construcción del Ferrocarril del Sur se postuló la comunicación a través de esta vía férrea con el litoral sin embargo, el tramo que uniría al Cusco con la ciudad de Juliaca se paralizó en 1875 por dificultades económicas. En 1890 se reanudó su construcción pero se volvió a paralizar en 1894 habiendo llegado sólo hasta la ciudad de Sicuani. Recién en 1908 se culminó la construcción del ferrocarril hasta el Cusco debido también a la resistencia de la oligarquía regional que preferían que el ferrocarril no pasara por esta ciudad sino que atravesara el valle del Urubamba hasta la provincia de La Convención.
El 13 de septiembre de 1908 el ferrocarril hizo su entrada a la ciudad en la recién construida estación de Huánchac (grafía anterior del nombre) construida especialmente para esta red.
Desde septiembre de 1999, la estación está concesionada a la empresa Ferrocarril Trasandino.

#### Libros y publicaciones
- Tamayo Herrera, José (1981). Historia social del Cuzco republicano. Lima: Editorial Universo S.A.

- Datos: Q99923177
- Multimedia: Estación de Wanchaq / Q99923177